# حلقه وین

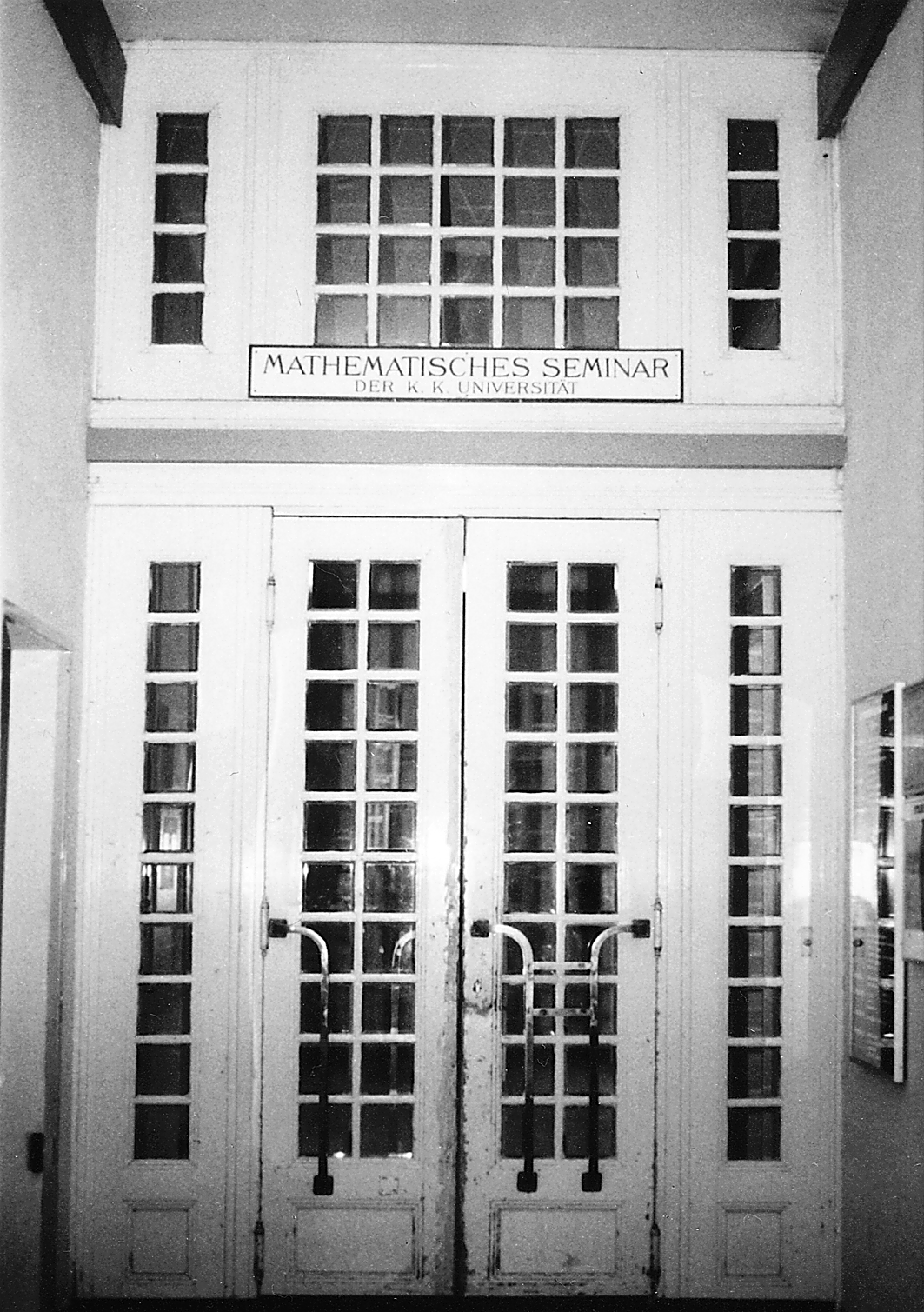
محل ملاقات دایره وین.

حلقه وین (به انگلیسی: Vienna Circle) یا مکتب وین گروهی از فیلسوفان اجتماعی، جامعه‌شناسان، دانشمندان و ریاضیدانانی بودند که در دهه‌های دوم و سوم سده بیستم در وین جلساتی را با هدایت موریس شلیک برای بحث‌های فلسفی برگزار می‌کردند. نگرش فلسفی آنان، پوزیتیویسم منطقی یا اثبات گرایی منطقی خوانده می‌شود که نوعی از تجربه‌گرایی است و ممیزه آن اصل تحقیق پذیری است.این دیدگاه با بکار گرفتن منطق نوین در جهت تحلیلی منطقی تغییر مسیر داد.

## تاریخچه
در سال ۱۹۰۷، جمعی از علاقه‌مندان به فلسفه هر پنجشنبه شب در کافه‌ای قدیمی در شهر وین گردهم می‌آمدند تا دربارهٔ مبانی علم و فلسفه بحث کنند، آن‌ها به شدت تحت تأثیر ارنست ماخ بودند.
از جمله مهم‌ترین این افراد می‌توان به اتو نویراث، هربرت فایگل، فردریش وایزمن، رودلف کارناپ، هانس هان و بعدها کارل همپل، کورت گودل، بورف فرانک و آلفرد جی آیر اشاره کرد.

## همچنین ببینید
- پوزیتیویسم منطقی
- رفتارگرایی
- فرمالیسم
- منطق گرایی